# Мінералогічний склад
Мінералогічний склад — вміст у гірських породах (пісках, глинах і т. ін.), вогнетривких матеріалах або штучних продуктах хімічних сполук, що відповідають певному мінералу, виражений у відсотках від маси досліджуваного зразка.
Мінералогічний склад подає дані про мінерали, що складають гірничу масу, їхню кількість, форму і розмір зерен, ступінь зрощення мінералів один з одним. Характеристика вкраплення мінеральних домішок у корисній копалині впливає на вибір числа стадій збагачення. При малому вмісті зростків — схема одностадійна (без дроблення і дозбагачення промпродукту), у протилежному випадку — двостадійна або багатостадійна (із дробленням і дозбагаченням промпродуктів).

## Мінералогічний склад корисних копалин
Мінералогічний склад дозволяє одержати інформацію про корисну копалину як об’єкт збагачення. Він дає інформацію про  склад мінералів у корисній копалині та їхню кількість, фізичні і хімічні властивості мінералів, форму і розмір мінеральних зерен, ступінь і характер зрощення мінералів один з одним, розмір і характер вкраплення корисних мінералів. 
Для ідентифікації мінералів застосовують ряд методів, що дозволяють визначити їх фізичні та хімічні властивості, такі як відбивна здатність, колір у відбитому світлі, явища поляризації, твердість, електропровідність, магнітні властивості, розчинність деяких мінералів хімічними реактивами.